# エグゼクティブクリエイション
株式会社エグゼクティブクリエイション(Executive Creation)は、東京都台東区に本社を持つ企業向けWEB制作会社。
WEBメディアの企画、ポータルサイト構築、システム開発に関する事業を行う。

## 沿革
- 2010年3月 小学校・中学校での同級生の稲垣と太田が互いのWEBサイト企画・制作の経験知識を元に企業のサイト制作に関する請負業務を開始
- 2010年6月 東京都内の中小企業向けホームページ制作サービス及びwebメディア企画業務を目的とし、東京台東区に株式会社エグゼクティブクリエイションを設立。稲垣の前職時代の同僚でなど数名が加わる。
- 2011年6月 ヤフーロコ正規販売代理店の認定を受ける
- 2013年7月 Find Job!Startupの「ノンデザイナーこそ押さえておきたい！グッとくるWebサイト配色パターン集」にコーポレートサイトが選出[1]。
- 2016年5月 「ウェブ制作会社データベースイケサイ」に選出